# Логгілл-Вілледж (Колорадо)
Логгілл-Вілледж (англ. Loghill Village) — переписна місцевість (CDP) в США, в окрузі Урей штату Колорадо. Населення — 617 осіб (2020).

## Географія
Логгілл-Вілледж розташований за координатами 38°11′46″ пн. ш. 107°46′44″ зх. д. / 38.19611° пн. ш. 107.77889° зх. д. (38.196181, -107.778946).  За даними Бюро перепису населення США в 2010 році переписна місцевість мала площу 14,41 км², уся площа — суходіл.

## Демографія
Згідно з переписом 2010 року, у переписній місцевості мешкала 521 особа в 244 домогосподарствах у складі 193 родин. Густота населення становила 36 осіб/км².  Було 345 помешкань (24/км²).
Расовий склад населення:
| - 97,1 % — білих - 1,0 % — чорних або афроамериканців - 0,4 % — азіатів - 0,2 % — вихідців з тихоокеанських островів |

До двох чи більше рас належало 1,3 %. Частка іспаномовних становила 1,9 % від усіх жителів.
За віковим діапазоном населення розподілялося таким чином: 10,4 % — особи молодші 18 років, 63,9 % — особи у віці 18—64 років, 25,7 % — особи у віці 65 років та старші. Медіана віку мешканця становила 58,2 року. На 100 осіб жіночої статі у переписній місцевості припадало 98,9 чоловіків;  на 100 жінок у віці від 18 років та старших — 98,7 чоловіків також старших 18 років.
Середній дохід на одне домашнє господарство  становив 119 130 доларів США (медіана — 91 161), а середній дохід на одну сім'ю — 128 101 долар (медіана — 96 346). 
Цивільне працевлаштоване населення становило 215 осіб. Основні галузі зайнятості: освіта, охорона здоров'я та соціальна допомога — 29,3 %, науковці, спеціалісти, менеджери — 14,4 %, мистецтво, розваги та відпочинок — 13,5 %.